# Cullingworth
Cullingworth – wieś w Anglii, w hrabstwie ceremonialnym West Yorkshire, w dystrykcie metropolitalnym Bradford. Leży 24 km na zachód od miasta Leeds i 284 km na północny zachód od Londynu. Miejscowość liczy 2759 mieszkańców.